# 1–17 Grosvenor Terrace

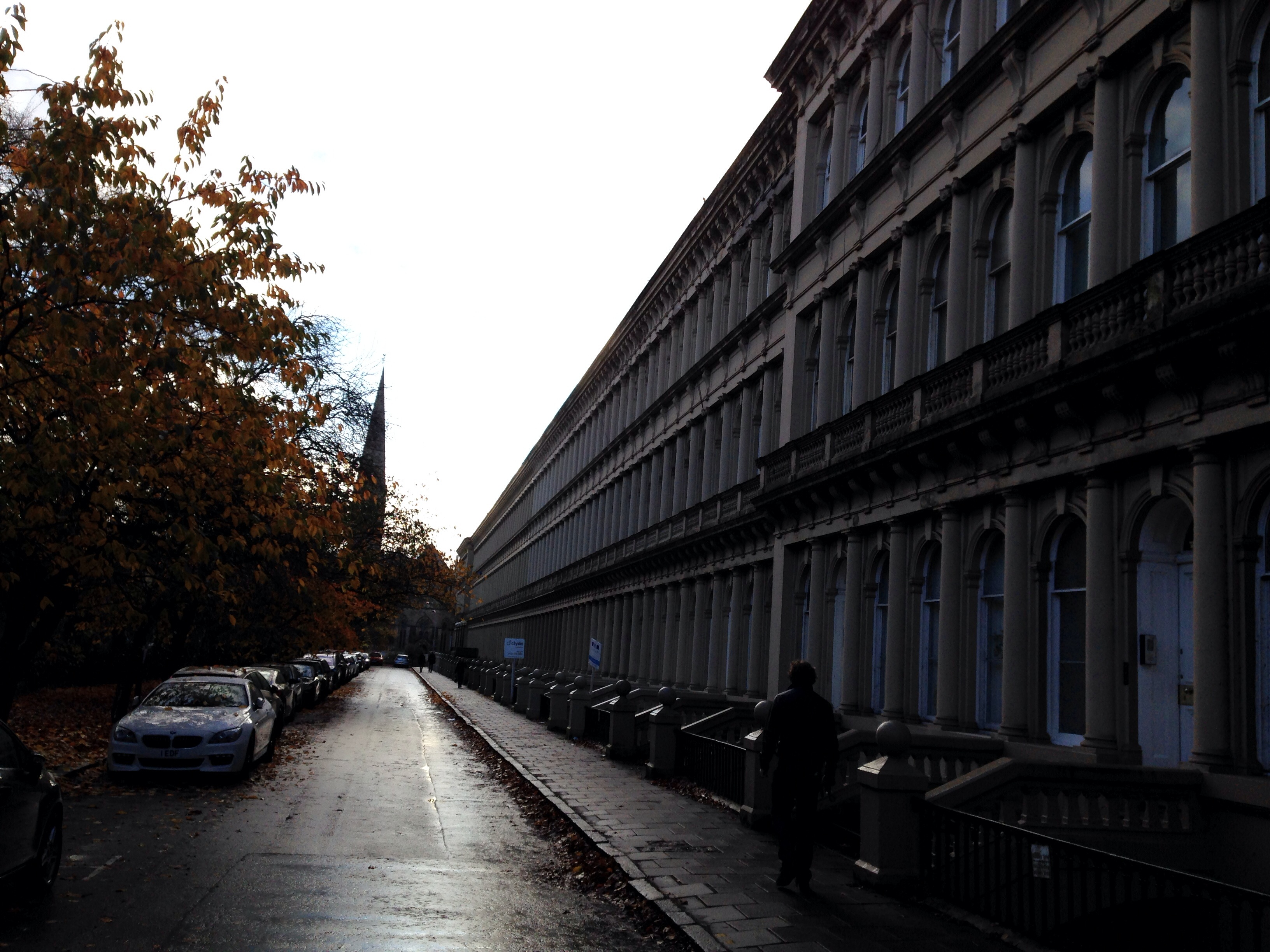
1–17 Grosvenor Terrace

Unter der Adresse 1–17 Grosvenor Terrace in der schottischen Stadt Glasgow befindet sich ein Ensemble von Wohngebäuden. 1966 wurde das Bauwerk als Einzeldenkmal in die schottischen Denkmallisten in der höchsten Denkmalkategorie A aufgenommen. Des Weiteren ist es Teil eines umfassenderen Denkmalensembles der Kategorie A.

## Geschichte
Das Ensemble wurde im Jahre 1855 erbaut. Den Entwurf lieferte der schottische Architekt John Thomas Rochead. Das Haus Nummer 3 brannte 1889 aus und wurde durch Honeyman & Keppie wiederaufgebaut. Diese Arbeiten schlugen mit 4260 £ zu Buche. Die Häuser Nummer 1 bis 10 wurden im Jahre 1967 für 300.000 £ zum Grosvenor Hotel umgebaut. 1978 brach dort ein Brand aus und verheerte weite Teile des Hotels. Zwischen 1978 und 1985 wurde das Hotel mit Ausnahme der Fassade abgebrochen und neu aufgebaut.

## Beschreibung
Das dreistöckige Ensemble befindet sich an der Grosvenor Terrace abseits der Great Western Road (A82) im Glasgower Nordwesten. Die nordostexponierte Hauptfassade der Gebäudezeile ist 83 Achsen weit, die im Schema 10–63–10 angeordnet sind. Die Abschlüsse an beiden Seiten sind je zehn Achsen weit und treten schwach aus der Fassadenflucht heraus. Die Eingangstüren sind über kurze Vortreppen mit Steinbalustraden zugänglich. Sämtliche Fenster sind als pilastrierte Rundbogenfenster mit Schlusssteinen gearbeitet. Säulen flankieren die Fenster. Ihre Abfolge über die drei Stockwerke entspricht der hierarchischen Gliederung: toskanisch, ionisch, korinthisch. Beide Gurtgesimse ruhen auf triglyphen-ornamentierten Konsolen. Das untere trägt einen durchgängigen Balkon mit Steinbalustrade. Die Fassade schließt mit einem ausladenden Kranzgesimse. Darunter verläuft ein Fries.